# Sobota (Neder-Silezië)
Sobota (Duits: Zobten am Bober) is een plaats in het Poolse woiwodschap Neder-Silezië.

## Bestuurlijke indeling
In de periode van 1945 tot 1954 was Sobota een zelfstandige gemeente, vanaf 1975 tot aan de grote bestuurlijke herindeling van Polen in 1998 viel het dorp bestuurlijk onder woiwodschap Jelenia Góra, vanaf 1998 valt het onder woiwodschap Neder-Silezië , in het district Lwówecki. Het maakt deel uit van de gemeente Lwówek Śląski en ligt op 7 km ten oosten van Lwówek Śląski, en 96 km ten westen van de provinciehoofdstad (woiwodschap) Wrocław.

## Naamgeving
Het oudste document waarin de naam van het dorp wordt vermeld, is het boek Liber fundationis episcopatus Vratislaviensis (vrije vertaling: "boek der belastingen van het bisdom van Wrocław"), geschreven in de jaren 1295-1305 door bisschop Heinrich von Würben. Het dorp wordt hierin genoemd in de gelatiniseerde vorm Sobeth.

## Demografische ontwikkeling
Het grootste inwonertal van Sobota werd bereikt in 1871. Sindsdien zijn de aantallen gedaald. Volgens de laatste volkstelling in 2011 had Sobota 489 inwoners.
| Jaar:            | 1786 | 1816 | 1825 | 1840 | 1860 | 1871 | 1885 | 1905 | 1920 | 1933 | 1941 | 1970 | 1978 | 1988 | 2011 |
| Aantal inwoners: | 560  | 629  | 628  | 664  | 646  | 729  | 679  | 651  | 650  | 625  | 649  | 383  | 446  | 493  | 489  |

## Foto's

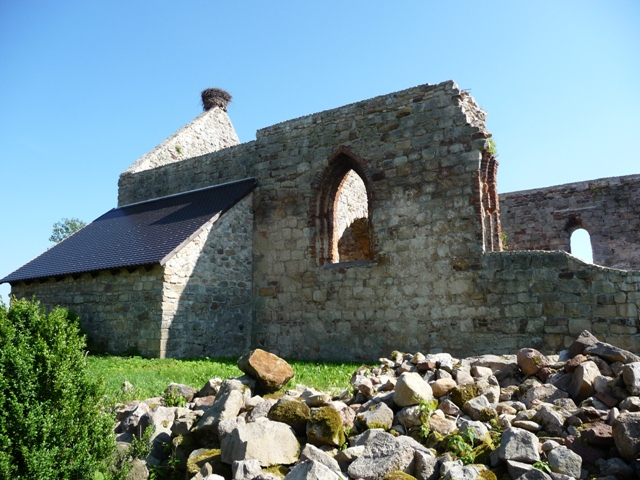
Kerkruïne uit de 15e - 19e eeuw
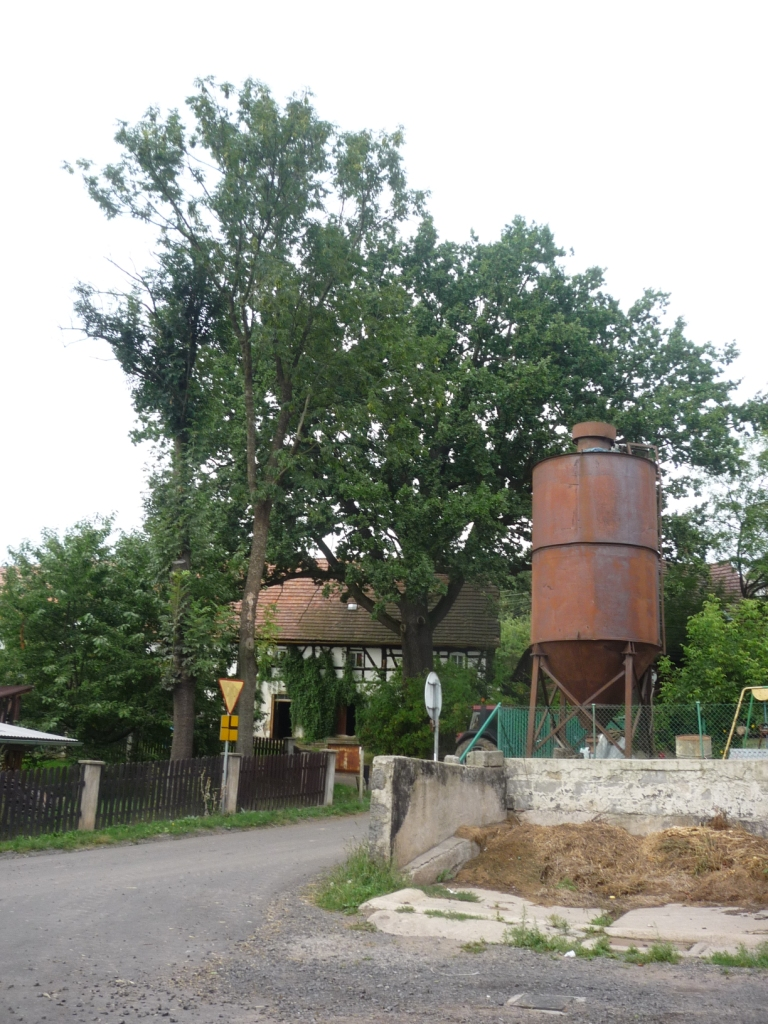
Omgevings foto
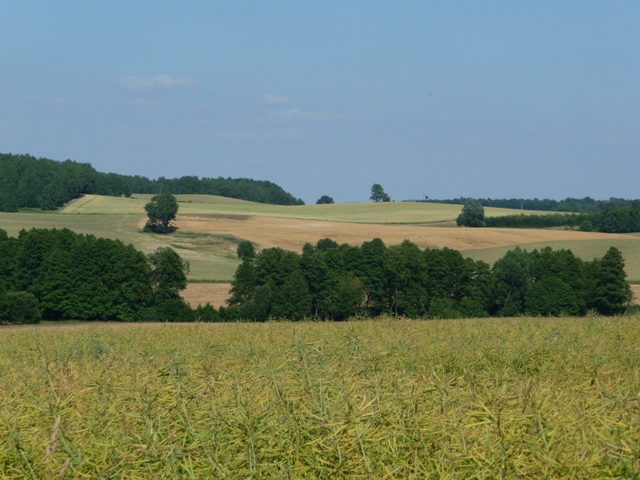
Omgevings foto